# حصن كوكبان
حصن كوكبان هو حصن أثري يمني قديم يطل على مدينة شبام كوكبان، ويرتفع بحوالي (3000 متر) عن مستوى سطح البحر.

## اسم الحصن وسبب التسمية
اسم الحصن قد ذكره «الهمداني» في كتابه صفة جزيرة العرب، وقد نقل «الحجري» قول «ياقوت الحموي» بأنه: «سمي كوكبان لأن قصره كان مبنيًا بالفضة والحجارة وداخلها الياقوت والجوهر، وكان ذلك الدر والجوهر في الحصن يلمع بالليل كما يلمع الكوكب، فسمي بذلك»، وقد اشتهر الحصن منذ أن اتخذه «المطهر شرف الدين» معقلًا حصينًا أثناء معاركه الحربية ضد الأتراك، واستعصى عليهم إخضاعه لسيطرته عليه، كما كان مركز إمارة «آل عبد القادر من أحفاد الإمام شرف الدين» في نهاية حكم الأئمة الضعاف من «بني القاسم»، أما اسم الحصن فينسب إلى «كوكبان أقيان بن زرعة»، وهو من أشهر معاقل اليمن.

## الوصف المعماري
المدخل الرئيسي يقع على الضلع الشمالي لجدار الحاجز الأوسط للقلعة، ويفتح إلى الشرق منه باب واسع يغلق بمصراعين من الخشب غطي الجزء الخارجي منه بصفائح من المعدن، ويمثل المدخل جزءًا من السور الأوسط الذي يدور حول القلعة، أما الجزء الواقع على يسار المدخل فهو عبارة عن بناء مرتفع يسمى القشلة، ويتكون من طابقين يحتوي الطابق الأسفل على عدد من الحجرات تفتح على الساحة الداخلية، ويماثله الطابق الثاني، ويعلو هذا الجزء ممر عليه عدد من المزاغل المستخدمة لرمي السهام في حالة الدفاع عن القلعة، وفي الطرف الشمالي الشرقي برج دفاعي مستدير الشكل، وفي الجهة الشرقية من البرج فتحة دائرية تؤدي إلى نفق محفور تحت الأرض يتم النزول إليه عن طريق عدد من الدرج، وهذا النفق ينفذ إلى أسفل المدينة، ويزين الجزء الأعلى للمدخل من الداخل لوحة من حجر البلق مصقولة عليها كتابات لعدد من الأبيات الشعرية بخط النسخ تمتدح الحصن، وتحدد تأريخ عمارته واسم المدخل إلا أن هذه الكتابات طمست منها مقاطع كثيرة مما يحول دون قراءتها.